# Hélène Bocco
 (août 2025).
La mise en forme du texte ne suit pas les recommandations de Wikipédia : il faut le « wikifier ».
Les points d'amélioration suivants sont les cas les plus fréquents :
- Les titres sont pré-formatés par le logiciel. Ils ne sont ni en capitales, ni en gras.
- Le texte ne doit pas être écrit en capitales (les noms de famille non plus), ni en gras, ni en italique, ni en « petit »…
- Le gras n'est utilisé que pour surligner le titre de l'article dans l'introduction, une seule fois.
- L'italique est rarement utilisé : mots en langue étrangère, titres d'œuvres, noms de bateaux, etc.
- Les citations ne sont pas en italique mais en corps de texte normal. Elles sont entourées par des guillemets français : « et ».
- Les listes à puces sont à éviter, des paragraphes rédigés étant largement préférés. Les tableaux sont à réserver à la présentation de données structurées (résultats, etc.).
- Les appels de note de bas de page (petits chiffres en exposant, introduits par l'outil «  Source ») sont à placer entre la fin de phrase et le point final[comme ça].
- Les liens internes (vers d'autres articles de Wikipédia) sont à choisir avec parcimonie. Créez des liens vers des articles approfondissant le sujet. Les termes génériques sans rapport avec le sujet sont à éviter, ainsi que les répétitions de liens vers un même terme.
- Les liens externes sont à placer uniquement dans une section « Liens externes », à la fin de l'article. Ces liens sont à choisir avec parcimonie suivant les règles définies. Si un lien sert de source à l'article, son insertion dans le texte est à faire par les notes de bas de page.
- La présentation des références doit suivre les conventions bibliographiques. Il est recommandé d'utiliser les modèles {{Ouvrage}}, {{Chapitre}}, {{Article}}, {{Lien web}} et/ou {{Bibliographie}}. Le mode d'édition visuel peut mettre en forme automatiquement les références.
- Insérer une infobox (cadre d'informations à droite) n'est pas obligatoire pour parachever la mise en page.

Pour une aide détaillée, merci de consulter Aide:Wikification.
Si vous pensez que ces points ont été résolus, vous pouvez retirer ce bandeau et améliorer la mise en forme d'un autre article.
Hélène Bocco, parfois créditée sous le nom Hélène Abla Mawuli Bocco, est une réalisatrice, scénariste, comédienne et marionnettiste togolaise. Elle est connue pour ses documentaires qui mettent en avant la place et l’autonomisation des femmes dans la société togolaise.

## Biographie et parcours
Hélène Bocco commence sa carrière artistique comme comédienne et marionnettiste avant de se tourner vers le cinéma documentaire.
En avril 2015, elle réalise son premier court métrage documentaire intitulé "Maman Africa Marionnette", produit sous le label "Les Films du Siècle" de Joël Tchédré. Ce film d’une durée de 13 minutes aborde la problématique de la femme artiste et son épanouissement social et économique,.
En 2016, elle participe aux 14ᵉ Rencontres Tënk de coproduction de films documentaires à Saint-Louis au Sénégal, avec son projet "Agomé-Sévah, de l’ombre à la lumière" (aussi intitulé "Entre ombres et lumières"). Le documentaire s’intéresse à quatre mères de famille togolaises formées en Inde à l’installation de panneaux solaires, et qui, de retour dans leur village, apportent l’électricité à des centaines de foyers.
Engagée sur la question de la représentation féminine dans le cinéma togolais, Hélène Bocco a pris la parole lors de conférences et festivals, notamment lors de la Journée togolaise du FESPACO, où elle a évoqué les difficultés rencontrées par les femmes cinéastes au Togo.

## Thématiques
L’ensemble de son travail met en avant la place des femmes dans la société togolaise et leur lutte pour l’autonomie, particulièrement dans les domaines artistiques et techniques. Ses films abordent les problématiques sociales, économiques et culturelles qui influencent le quotidien des femmes.

## Filmographie
- "Maman Africa Marionnette" (2015), court métrage documentaire[9],
- "Agomé-Sévah, de l’ombre à la lumière" (2016), documentaire (projet de long métrage)[10].